# 완산부지도
완산부지도(完山府地圖)는 전북특별자치도 전주시 국립전주박물관에 있는 조선시대의 지리이다. 2015년 4월 22일 대한민국의 보물 제1876호로 지정되었다.

## 개요
<완산부지도>는 조선 태조의 관향인 풍패지향이며 전라도 감영의 소재지였던 전주부를 10폭 병풍으로 제작한 지도이다. 제1폭에는 전주부의 건치연혁을 비롯하여, 산천, 풍속 등 전주부의 지리를 지리지 형식으로 담고 있다. 제2~8폭에는 전주부 일대를 회화식으로 그렸다. 제2폭을 남쪽, 제8폭을 북쪽으로 배치하였다. 이와 같은 방위 배치는 전주부 지리의 구성을 병풍식 회화로 재현하기 위한 것으로 보인다. 그려낸 기량이 뛰어나 중앙으로부터 파견된 화사의 숙달된 솜씨로 추정된다. 제작연대는 비록 19세기 후반으로 내려오지만 ‘전주’를 제대로 보여줄 수 있는 대표적인 회화식 지도라는 점에서 국가지정문화재로서의 가치가 크다.

## 같이 보기
- 전주부

## 참고 자료
- 완산부지도 - 국가유산청 국가유산포털